# Rex Lee Jim
Rex Lee Jim, en llengua dineh Mazii Dineltsoi (nascut a Tsé Nitsaa Deezʼáhí, Arizona), és mestre de llengua dineh a Tsaile (Arizona) i poeta. Nascut en el clan Kin Lichii’nii per Tachii’nii. El seu avi matern és Kin Yaa’aanii i el seu avi patern és Naakaii Dine’e. Està casat i té cinc fills.
Es graduà a la Universitat de Princeton i és especialista en interaccions globals entre Xina i els EUA. Ha participat en el desenvolupament de programes d'ensenyament en navaho a l'escola secundària de la seva vila natal. També dirigeix en grup de teatre Da nabaho deeado. Com a membre de la Fundació Carter ha participat en diversos programes de relació amb països com Colòmbia, Veneçuela, Bolívia, Perú i Equador i també en la redacció de Declaració Internacional de Drets dels Pobles Indígenes. El 2010 fou escollit vicepresident de la Nació Navajo sota la presidència de Ben Shelly. Es produí un fort enrenou durant la campanya quan la candidata derrotada, Lynda Lovejoy, afirmà que Jim era homosexual.

## Obres
- Dancing voices: wisdom of the American Indian (1994) Assaig, White Plains, N.Y. : Peter Pauper Press, 1994 ISBN 0880884479
- Duchas taa koo dine (1998) poesia trilingüe diné-anglès-irlandès. Publicada a Belfast, An Clochan, ISBN 1900286076